# Sulcophanaeus imperator
Sulcophanaeus imperator là một loài bọ cánh cứng trong họ Bọ hung (Scarabaeidae).